# Alodio
El alodio (del neerlandés antiguo allōd, "propiedad total", all "total“ y ōd "propiedad“; en latín medieval: allod o allodium) es el régimen de propiedad de bienes inmuebles, generalmente tierras, en el cual el propietario tiene el dominio completo sobre ellas, es decir, tanto el directo como el de uso. El alodio también puede definirse como una propiedad que está libre de toda carga señorial. El concepto de propiedad alodial es, por tanto, opuesto al de propiedad feudal, en la cual un señor cede al vasallo el uso de un feudo a cambio de una serie de cargas y prestaciones.
Históricamente, los poseedores de alodiales son un tipo de soberano. La tierra alodial se describe como territorio o estado donde el titular afirmó el derecho a la tierra por la gracia de Dios y el sol.
Por esta razón eran históricamente iguales a otros príncipes, independientemente de cuál era el tamaño de su territorio o qué título usaron. Esta definición es confirmada por el aclamado jurista Hugo Grotius, el padre del derecho internacional y del concepto de soberanía: "los poseedores de tierras alodiales son soberanos porque la tierra alodial es por naturaleza libre, hereditaria, heredada de sus antepasados, soberana y sujeta por la gracia de Dios".
En la Edad Media, el propietario del alodio obtenía éste por medio de una herencia -que pasaba de generación en generación- y estaba exento de pagar impuestos o prestaciones señoriales al señor feudal.
No obstante, en derecho mallorquín se denomina alodio a una carga constituida sobre las fincas, por la cual debe abonarse al titular del alodio un laudemio con cada transmisión de la finca gravada. Dicho laudemio puede consistir en una cantidad concreta (de dinero o cualquier otro tipo de bienes) o en un porcentaje en el precio de la transmisión. Se diferencia del censo enfitéutico en que el alodio no establece la diferencia entre dominio útil y dominio directo y que únicamente existe obligación de abonar cantidades al titular del derecho en caso de transmisión y no periódicamente.

## Enlaces de interés
- Noticia sobre una marquesa que quería cobrar el alodio a una familia en 2013